# Offshore Center Danmark
Offshore Center Danmark, etableret i 2003, er det officielle danske videncenter for den danske offshore industri.
På vegne af 260+ tilsluttede (2013) medlemsvirksomheder og institutioner, fremskynder videncentret udvikling og mål i den danske offshoreindustri, med fokus olie, gas, maritim vindenergi og bølgeenergi. Centeret har i dag skiftet navn til det mere internationalt klingende Energy Cluster Denmark og beskæftiger sig med alle energiformer.

## Offshore Center Danmark
Offshore Center Danmark var udpeget af Videnskabsministeriet som Danmarks officielle, danske innovationsnetværk samt viden- og teknologicenter for offshoreindustrien. Sektoren er beskæftiget på havet med innovation, design, rådgivning, konstruktion, opsætning, drift, vedligehold og dekommissionering af energiproduktion på havet, herunder olie & gas indvinding, havmølle teknologi og bølgeenergi.
Offshore Center Danmark er en medlemsbaseret, non-profit erhvervsdrivende fond. Gennem netværksarrangementer med virksomheder, uddannelsesinstitutioner og myndigheder samt udviklingsprojekter og konferencer arbejder Offshore Center Danmark på at styrke dansk offshoreindustri og på at profilere branchen over for danske og udenlandske samarbejdspartnere.
Med 40 års erfaring fra olie- og gasproduktion i Nordsøen samt 20 års erfaring med havmølle produktion besidder danske offshorevirksomheder betydelige kompetencer på det globale marked, og Offshore Center Danmark arbejder løbende på at synliggøre danske kompetencer i udlandet.
Offshore Center Danmark tæller i dag omkring 260 medlems virksomheder og videninstitutioner. Se en komplet medlemsoversigt Arkiveret 21. januar 2012 hos  Wayback Machine.
Offshore Center Danmark har i samarbejde med udenlandske søsterorganisationer samt danske eksportorienterede organisationer som Eksportrådet, Industrialiseringsfonden for Udviklingslandene (IFU), Eksportkreditfonden, Dansk Industri, Dansk Eksportforening samt Danish Marine & Offshore Group udpeget en række markeder med særligt vækstpotentiale for danske offshorevirksomheder heriblandt
Olie&gas: Norge, Grønland, Brasilien, Angola, Qatar
Havmøller: England, Tyskland, Frankrig, USA, Kina

### Historie
Offshore Center Danmark blev etableret i 2003 som selvstændigt videncenter for olie- gasindustrien og den voksende industri inden for havvindmølleteknologi. Siden er også bølgekraft blevet et særskilt fagområde.
Ønsket om innovation og nye forretningsområder var hovedårsagen til at offshore virksomhederne og viden institutionerne i 2003 tog initiativ til dannelsen af Offshore Center Danmark. Siden har centret iværksat over 60 udviklingsprojekter med det fælles formål at skabe nye forretningsområder for sektorens virksomheder.
I 2009 blev Offshore Center Danmark udnævnt af Ministeriet for Videnskab, Teknologi og Udvikling som nationalt viden- og innovationscenter. Centeret samarbejder med en lang række partnere på tværs af brancher og markeder.
Offshore Center Danmark er en aktiv aktør indenfor vidensdeling. Centeret vedligeholder hjemmesiden www.offshorecenter.dk samt en online vidensdatabase. Desuden udgives månedsmagasinet ON/OFF News, en publikation med fokus på nyheder og initiativer i offshoreindustrien. Derudover udgiver centret årbogen ON/OFF Yearbook, som hvert år i januar gør status på danske aktiviteter inden for henholdsvis offshore olie/gas og offshore vind. 

### Aktører i offshoreindustrien
Dansk offshoreindustri er kendetegnet ved en betydelig andel små og mellemstore virksomheder højt specialiseret inden for et lille forretningsområde som eksempelvis horisontale boringer, miljø-, vejr og havbundsanalyser, kabellægning, sub sea installationer og rådgivning inden for en række specialområder.
Sektoren tegnes desuden af en række kendte, internationalt orienterede selskaber, som opererer inden for de to hovedområder, Offshore Center Danmark beskæftiger sig med nærmere betegnet Olie&gas samt Renewables (dvs. havvindmøller, bølge energi og lignende vedvarende energi former).

#### Offshore olie og gas
De væsentligste aktører inden for offshore olie og gas produktion er operatører og licensindehavere på danske felter i Nordsøen, hvoraf kan nævnes
Total, Ineos, Hess, Winterschall og det statslige Nordsøfonden.
Hovedparten af de ansatte i offshoreindustrien er dog ansat i de cirka 500 virksomheder, som fungerer som underleverandører til operatørerne og olieselskaberne.

#### Offshore vind
Inden for offshore vindmølleteknologi har verdens to førende vindmølleproducenter hovedkontor og produktion i Danmark. Hertil er to af verdens førende energiselskaber indenfor opførelse og drift af havmølleparker placeret i Danmark.
Vestas, Siemens Wind Power, Ørsted, Vattenfall

#### Bølgekraft
Der har været arbejdet med udvikling af bølgekraft siden 1990erne, og danske virksomheder har været engageret i en række projekter. Der er fortsat udfordringer med at opnå tilstrækkelig kapacitet og driftssikkerhed i bølgekraftanlæggene, så at de kan udnyttes kommercielt i stor skala. Markedet tegnes i dag af en række aktører med forskellige koncepter eksempelvis:
Wave Star Energy, Wave Dragon, Waveplane

### Væsentlige udviklingsprojekter
Offshore Center Danmarks er aktiv indenfor netværks aktiviteter og udviklingsprojekter, som enten Offshore Centrer Danmark tager initiativ til eller er partner på med det fælles formål at identificere nye forretningsområder i offshoresektoren og udvikle bestående forretningsområder.
Offshore Center Danmark har taget initiativ til blandt andet følgende aktuelle udviklingsprojekter:

#### Offshore Innovationsnetværk
På vegne at Ministeriet for Forskning, Innovation og Videre Uddannelser (FIVU) varetages opgaven som det officielle danske innovationsnetværk for offshore industrien. Der opereres med 6-7 netværksgrupper med deltagelse af typisk 20 virksomheder hver, og der gennemføres en række nationale og internatioanle netværksinitiativer, typisk med en stort innovations indhold og med deltagelse af virksomheder, universiteter samt viden institutioner. Udover dette gennemføres et antal faglige udviklings projekter, heriblandt projekter med fokus på Sikkerhed, Undervandsteknologi, Bølgeenergi samt Internationalitet. 

#### Energi på Havet
Et dkk 40m udviklingsprojekt med det mål at øge beskæftigelsen i den danske offshoreindustri fra 13.000 arbejdspladser til 20.000 i 2020, hvilket er lykkedes. Dette oprindelige mål på 20.000 arbejdspladser blev allerede nået i 2013. Udover hovedprojektet består Energi på havet af fem delprojekter, som på hver sin måde skal stimulere beskæftigelsen i sektoren.
Energi på havet støttes af EU's regionalfond og Syddansk Vækstforum.

#### GADOW og ECOWindS cluster
To multi €m internationale netværkssamarbejder mellem Nordsølande Danmark, Tyskland, England og Norge med det formål at bygge bro og udveksle erfaringer mellem lande, der arbejder med havvindmølleenergi.

### Væsentlige begivenheder
- Offshore sektorens årskonference,
- OWIB international årskonference indenfor offshore vind,
- OGIB international årskonference indenfor olie&gas,
- Offshore Sikkerhedsprisen – uddeles årligt, nu er prisen foræret til OilGas Danmark, brancheforening for olie industrien.
- Energi på Havet årskonferencer (nu afsluttet)

## Ekstern henvisning og kilde
- Offshore Center Danmarks hjemmeside